# Plaiu Nucului
Plaiu Nucului – wieś w Rumunii, w okręgu Buzău, w gminie Lopătari. W 2011 roku liczyła 578 mieszkańców.